# Condado de Oxford (Ontário)

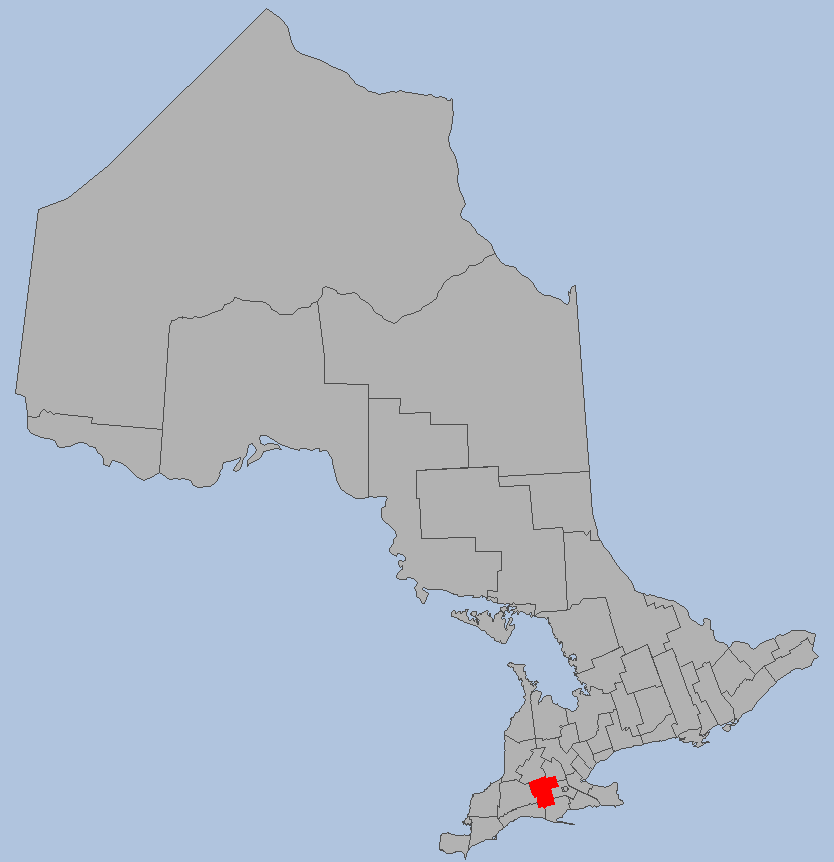
Localização do Condado de Oxford em Ontário.

O Condado de Oxford - que apesar do nome, não é um condado mas sim uma municipalidade regional - é uma região administrativa da província canadense de Ontário. Reúne as cidades de Woodstock, Ingersoll e Tillsonburg, bem como as municipalidades de Blandford-Blenheim, Zorra-Tavistock, Norwich, South-West Oxford e Zorra.